# Ровелли, Вилли
Вильям Ровелли, более известный как Вилли Ровелли (фр. William Rovelli, connu comme Willy Rovelli) (18 марта 1980, Франция) — известный французский обозреватель, телеведущий-комик и юморист итальянского происхождения. 

## Биография
Родился 18 марта 1980 года в коммуне Клюзе, Верхняя Савойя, Франция. В возрасте 17 лет переехал в Париж. Рос одарённым ребёнком, и поэтому в возрасте 13 лет окончил институт, тем самым став самым юным выпускником ВУЗа во Франции. 
8 марта 1998 года дебютировал на французском телевидении, приняв участие в телешоу «Под ваши аплодисменты». Начиная с этого же года стал вести радиомосты на радиоканале NRJ.
До 2005 года работал в качестве обозревателя в телепередаче «Сумасшедший король». С 2007 по 2008 год перешёл на Canal+, где является обозревателем в телепередаче «Специальное издание». 
В 2012 году возглавил команду, принимавшую участие в телешоу Ключи от форта Байяр. Игра с участием его команды, записанная 28 июля 2012 года, понравилась Яну Ле Гаку (администратору шоу, попутно исполняющему роль старца Фура). Он настолько впечатлил Ле Гака, что тот решил ввести в телешоу нового персонажа, роль которого была предложена ему, — чокнутого повара, предлагающего игрокам попробовать экзотические блюда из всяких гадостей. 
Ле Гак предложил ему самому придумать себе псевдоним, на что тот ответил, что хочет сделать своё имя популярным. Ле Гак согласился, так в игре появилось новое испытание — Ресторан Вилли Ровелли. После выхода сезона 2013 года и последующих он стал популярным не только во Франции, но также и в России, где  сезон 2013 года демонстрировался на телеканале «Вопросы и ответы» и имел большой успех.